# (88470) Joaquinescrig
(88470) Joaquinescrig est un astéroïde de la ceinture principale.

## Description
(88470) Joaquinescrig est un astéroïde de la ceinture principale. Il fut découvert le 26 août 2001 à Pla D'Arguines par Rafael Ferrando. Il présente une orbite caractérisée par un demi-grand axe de 2,62 UA, une excentricité de 0,15 et une inclinaison de 3,9° par rapport à l'écliptique.

## Compléments